# 龍泉院 (柏市)
龍泉院（りゅうせんいん）は、千葉県柏市にある曹洞宗の寺院。現在の住職は明石直之。

## 歴史
1253年（建長5年）に開山された。その後、戦国時代に量指長英によって中興された。
江戸時代初期に、当地を所領とする旗本本多氏によって土地等が寄進され、寺容が整った。当院本堂の欄間は、同市鷲野谷の医王寺薬師堂の欄間とともに1752年（宝暦2年）に作られたものである。

## 境内
かつては中興・量指長英による「開山松」と呼ばれる松の木があった。しかし1978年（昭和53年）の猛暑により枯死してしまった。
また本堂前には菩提樹が植わっている。これは1895年（明治28年）に山崎辨榮がインドから持ってきた苗木を植えたものである。辨榮は鷲野谷の出身で浄土宗の僧侶であるが、母の実家が当院ゆかりの家だったことから、別宗派ではあるが、当院で度々説法をしていた。

## 交通アクセス
- 路線バス泉停留所より徒歩5分。